# Sixième Étage
Pour plus de détails, voir Fiche technique et Distribution.
Sixième Étage est un film français réalisé par Maurice Cloche et sorti en 1941.

## Fiche technique
- Titre : Sixième Étage
- Réalisation : Maurice Cloche
- Scénario et dialogues : Roger Vitrac, d'après la pièce d'Alfred Gehri
- Décors : Jean Bijon
- Photographie : Jean Charpentier et Roger Hubert
- Son : Paul Duvergé et Émile Lagarde
- Montage : Kyra Bijon et Boris Levin
- Musique : Georges Van Parys
- Société de production :  Compagnie industrielle et commerciale cinématographique
- Pays d'origine :  France
- Genre : Comédie dramatique
- Durée : 96 minutes
- Date de sortie : France : 28 mai 1941

## Distribution
- Pierre Brasseur  : Jonval, le jeune homme cynique
- Janine Darcey : Edwige
- Jean Daurand : Jojo, le jeune ouvrier
- Florelle : Mme Lescalier
- Pierre Larquey : Hochepot
- Julien Carette : Max Lescalier
- Alice Tissot : la propriétaire
- Germaine Sablon : la dame en gris
- Henri Crémieux : M. Maret, le propriétaire
- Nina Sinclair : Jeanne
- Mafer : le médecin
- André Numès Fils
- Frank Maurice
- Madeleine Suffel : Berthe